# Skowyt 5: Przebudzenie
Skowyt 5: Przebudzenie (oryg. Howling V: The Rebirth) – brytyjski film grozy, należący do cyklu filmów o wilkołakach zainspirowanych powieściami Gary’ego Brandera.

## Fabuła
Grupa przyjaciół bierze udział w konkursie. W nagrodę otrzymują pobyt w zamku, który od pięciuset lat był zamknięty. Szczęście przyjaciół wkrótce zostaje przerwane i muszą zmierzyć się z tajemniczą bestią.

## Główne role[1]
- Phil Davis – hrabia Istvan
- Victoria Catlin – doktor Catherine Peake
- Elizabeth Shé – Marylou Summers
- Ben Cole – David Gillespie
- William Shockley – Richard Hamilton
- Mark Sivertsen – Jonathan Lane
- Stephanie Faulkner – Gail Cameron
- Mary Stavin – Anna
- Clive Turner – Ray Prirce
- Nigel Triffitt – pofesor
- Jill Pearson – Eleanor
- József Madaras – Peter
- Renáta Szatler – Susan